# Phrurotimpus minutus
Phrurotimpus minutus là một loài nhện trong họ Phrurolithidae.
Loài này thuộc chi Phrurotimpus. Phrurotimpus minutus được Richard C. Banks miêu tả năm 1892.